# Zona de mínimo de oxigênio
A Zona de Mínimo de Oxigênio (ZMO) é a região em que a taxa de saturação do oxigênio na água do mar está mais baixa, ou seja, a profundidade em que os valores das concentrações de oxigênio dissolvido na água são abaixo do normal. Esta zona pode ocorrer em profundidades que variam de cerca de 200 a 1.500 metros, dependendo das circunstâncias locais. As ZMOs são encontradas em todo o mundo, normalmente nas bordas leste dos continentes e oeste dos oceanos, em áreas onde uma interação de processos físicos e biogeoquímicos, simultaneamente, reduzem a concentração de oxigênio (processos biogeoquímicos) e restringe a água de se misturar com as águas circundantes (processos físicos), criando uma “piscina” de água no meio do oceano onde as concentrações de oxigênio caem da faixa normal de 4–6 mg/L para menos de 2 mg/L.

## Principais componentes
As concentrações de Oxigênio Dissolvido (OD) nos oceanos dependem de processos físicos e biogeoquímicos, incluindo circulação, ventilação, interação entre oceano - atmosfera, produção de OD e respiração. Como já mencionado, Zonas de Mínimo de Oxigênio (ZMO) estão presentes em várias partes do mundo, e têm como principais características as baixas concentrações de oxigênio dissolvido e consequente baixa taxa de saturação. Algumas zonas já conhecidas são encontradas no sudoeste da África, no Mar da Arábia e na porção leste do Oceano Pacífico. Diferentes das regiões costeiras, que na maioria das vezes são resultantes de um grande input de nutrientes, as ZMOs presentes em áreas oceânicas são resultantes de vários fatores oceanográficos. A baixa circulação e um alto tempo de residência de massas d’água, aliados a um alto condicionante de consumo do OD, como exemplo a alta produtividade primária produzida por um intenso evento de ressurgência, como ocorre na costa do Peru e Chile, podem ser caracterizados como fatores atuantes na formação de uma ZMO. As ZMOs têm como principal identificação o baixo teor de OD e geralmente estão localizadas em profundidades intermediárias, e normalmente são caracterizadas por apresentarem teores de oxigênio dissolvido abaixo de 60 μmol/kg (~1,92 mg/L).

## Processos físicos e biogeoquímicos
Na região oceânica a quantidade de oxigênio dissolvido na camada superficial é principalmente regida pelo princípio da pressão parcial dos gases, fazendo com que a troca gasosa na interface oceano-atmosfera siga a relação de equilíbrio entre a sua concentração na superfície da água e na atmosfera. A depender das condições oceânicas de saturação de OD em relação à atmosfera, ocorre o fluxo de difusão do oxigênio dentre a atmosfera e o oceano. A magnitude e direção desse fluxo são influenciadas pela diferença entre as pressões parciais (concentrações) de oxigênio no oceano e na atmosfera, bem como pelo estado de turbulência na superfície do oceano, sendo ambos em referência à concentração de equilíbrio do gás na interface ar-água. 
A atividade fotossintética é outra importante fonte de OD na zona fótica, apesar do consumo pelos processos respiratórios. Com o aumento da profundidade estas fontes desaparecem, em consequência da ausência de luz e afastamento da atmosfera, resultando em um decrescimento das concentrações de OD pelo aumento dos processos de mineralização da matéria orgânica (desempenhado pelas bactérias), até cerca dos 1000 m, onde o fluxo de matéria orgânica é reduzido em até 90%. Este decrescimento é contínuo podendo até atingir-se uma zona com baixíssimas concentrações de OD, a Zona de Mínimo de Oxigênio. Abaixo da ZMO, a disponibilidade de OD aumenta, devido ao transporte horizontal, à circulação que carrega águas superficiais bem ventiladas e ricas em oxigênio para o interior dos oceanos, e também pela diminuição significativa dos processos respiratórios, reduzindo assim o seu consumo e consequentemente sua utilização em reações redox.
As ZMOs desempenham papel importantíssimo nos ciclos biogeoquímicos, pois além de afetar a distribuição e densidade de organismos zooplanctônicos, exercem forte influência nos processos de remineralização da matéria orgânica e no sequestro de carbono para o águas profundas, e influenciam ciclos como o do nitrogênio. O processo de desnitrificação é viabilizado especialmente em locais com baixa concentração de OD, sendo presente na maioria das ZMO’s, e tem como produto a liberação do óxido nitroso (N2O), gás de forte efeito estufa.
De maneira similar, em zonas com baixo teor de OD, o nitrato e o nitrito começam a ser incorporados na respiração através de processos anaeróbios, podendo resultar na remoção permanente desses elementos do ambiente marinho e disponibilizando-os em um fluxo contrário para a atmosfera na forma do gás nitrogênio elementar (N2) e óxido nitroso (N2O).

## Origem e princípios de formação
Segundo Helly e Levin (2004), as ZMO’s contêm características específicas, e possuem dois princípios básicos para sua formação. Seguindo o princípio biogeoquímico, a ZMO está localizada no limite inferior da termoclina, visto que o acúmulo da matéria orgânica viabiliza sua remineralização via atividade bacteriana, intensificando o consumo de oxigênio e declinando assim, sua concentração no meio. Ou seja, o oxigênio dissolvido é utilizado para que reações de oxidação sejam desenvolvidas nesta zona, fazendo assim, com que o nutriente que antes estava incorporado ao material orgânico agora fique disponível para o meio em sua forma dissolvida. Deutsch et al. (2011, 2014) também menciona que em alguns locais, como exemplo a região nordeste do Pacífico Subtropical, a profundidade da termoclina regula os níveis de OD podendo promover baixas concentrações de OD a medida em que o material orgânico é consumido abaixo da camada de mistura. Do ponto de vista físico, a ZMO é o fator resultante de uma circulação baixa e longos períodos de residência da massa d’água. A interpolação desses dois fundamentos é a mais aceita atualmente no que diz respeito à localização espacial e formação das ZMO’s.

## Mudanças globais e desoxigenação
Atuais estudos indicam o processo de desoxigenação dos oceanos como uma das consequências das mudanças climáticas. A elevação da temperatura média da superfície do mar ao longo dos últimos anos atua no sentido de diminuir a capacidade do corpo hídrico de reter oxigênio. Além disso, o aquecimento das águas superficiais torna-as menos densas, propensas a permanecer por mais tempo na camada superior, assim, fortalecendo a estratificação vertical da coluna d’água e impedindo que águas mais oxigenadas cheguem à camadas mais profundas dos oceanos. Dentro deste processo, observa-se a expansão vertical nas ZMO’s. O aumento das ZMO’s tem reflexo direto em processos marinhos biogeoquímicos, podendo potencializar as consequências negativas para organismos, uma vez que o ambiente já é característico de baixas concentrações de OD, onde os níveis já se apresentam em caráter biológico, limitantes. Além de poder restringir habitats para espécies sensíveis à hipóxia e/ou anoxia, ou também favorecer organismos melhores adaptados ao ambiente pobre em oxigênio.

## Vida na ZMO
Nos oceanos oxigênio dissolvido é necessário para muitas formas de vida, incluindo peixes, invertebrados, bactérias e plantas. Esses organismos usam oxigênio na respiração, semelhante aos organismos terrestres. Peixes e crustáceos obtêm oxigênio para a respiração por meio de suas guelras, enquanto a vida vegetal e o fitoplâncton requerem OD para a respiração quando não há luz para a fotossíntese. Comedores de fundo, caranguejos, ostras e vermes precisam de quantidades mínimas de oxigênio (1-6 mg / L), enquanto peixes de águas rasas precisam de níveis mais altos (4-15 mg / L).
Micróbios como bactérias e fungos também requerem oxigênio dissolvido. Esses organismos usam OD para decompor material orgânico no fundo de um corpo de água. A decomposição microbiana é um importante contribuinte para a reciclagem de nutrientes. A decomposição é a degradação da matéria orgânica. Quando as algas se deterioram, os micróbios que as decompõem consomem oxigênio por meio de seu metabolismo, o que esgota o oxigênio da água. Na ausência de oxigênio, o processo de decomposição pode criar sulfeto de hidrogênio, que libera o cheiro característico de “ovo podre”, a exemplo de alguns ambientes costeiros.
Apesar das condições de baixo oxigênio, os organismos evoluíram para viver em e ao redor de ZMO’s. Para esses organismos, como a lula vampiro, adaptações especiais são necessárias para viverem com quantidades menores de oxigênio ou para extrair o oxigênio da água com mais eficiência. Por exemplo, o gigante vermelho mysid (Gnathophausia ingens) continua a viver aerobicamente (usando oxigênio) em OMZ’s. Eles têm guelras altamente desenvolvidas com uma grande área de superfície que permite a remoção eficaz de oxigênio da água (até 90% de remoção de O2 da água inalada) e um sistema circulatório eficiente com alta capacidade e alta concentração de sangue de uma proteína (hemocianina) que se liga prontamente ao oxigênio. 
Outra estratégia usada por algumas classes de bactérias nas Zonas de Mínimo de Oxigênio é usar nitrato em vez de oxigênio, diminuindo assim as concentrações desse importante nutriente. Este processo é denominado desnitrificação. As ZMO’s, portanto, desempenham um papel importante na regulação da produtividade e estrutura da comunidade ecológica do oceano global. Por exemplo, tapetes bacterianos gigantes flutuando na ZMO ao largo da costa oeste da América do Sul podem desempenhar um papel fundamental na pesca extremamente rica da região, já que tapetes bacterianos do tamanho do Uruguai foram encontrados lá.

## Desoxigenação em regiões costeiras
Nutrientes, principalmente nitrogênio e fósforo, de dejetos humanos, agricultura e indústria fertilizam as águas costeiras. Em um processo denominado eutrofização, esses nutrientes estimulam a fotossíntese, o que aumenta o crescimento de algas e outros organismos. Isso resulta em mais material orgânico afundando em águas profundas e nos sedimentos. O aumento da respiração dos animais e de muitos micróbios que comem ou decompõem esse material orgânico consome oxigênio. A consequência pode ser concentrações de oxigênio muito mais baixas do que aquelas que ocorreriam sem a influência humana e, em alguns casos, uma completa falta de oxigênio em águas profundas. Baixas concentrações de oxigênio dissolvido ocorrem naturalmente em alguns habitats, incluindo ZMOs no oceano aberto e bacias profundas de mares semifechados, zonas costeiras de ressurgência. No entanto, extensão espacial, intensidade ou duração dos eventos de baixa no conteúdo de oxigênio dissolvido aumentaram em muitas dessas áreas, e agora o fenômeno ocorre em corpos d'água que historicamente tinham altas concentrações de oxigênio. Desde 1960, mais de 500 corpos d'água costeiros hipóxicos foram identificados. 
Eventos de ressurgência também ocorrem ao longo das costas em todo o mundo e podem, em certas circunstâncias, trazer à superfície águas com baixo teor de oxigênio, em exemplo, no Oceano Índico. Nutrientes transportados para a superfície pela ressurgência sustentam algumas das pescarias mais produtivas do mundo. Durante eventos de ressurgência ao longo de algumas costas, no entanto, águas hipóxicas e anóxicas, e em alguns casos o H2S produzido sob condições anóxicas, podem resultar em mortandade de peixes e outros animais.
É esperado que a descarga global de nitrogênio e fósforo nas águas costeiras continue a aumentar nas próximas décadas à medida que as populações e as economias cresçam, aumentando potencialmente o risco de proliferação de algas nocivas em ecossistemas marinhos costeiros. Esses florescimentos podem resultar em enormes quantidades de matéria orgânica afundando no fundo do mar, alimentando ainda mais o processo de desoxigenação. Mudanças nas taxas de nutrientes também podem influenciar a dinâmica trófica nas águas costeiras. Algumas áreas fizeram grandes avanços na reversão da desoxigenação, mas o problema persiste ou continua a piorar em muitos estuários. Registros históricos de lugares como o Estuário do Rio Delaware nos Estados Unidos e o Rio Tamisa no Reino Unido mostram que uma mudança do lançamento de esgoto bruto para esgoto primário tratado pode melhorar as concentrações de oxigênio dissolvido. Assim, medidas diretamente benéficas à saúde humana também podem reduzir o problema de baixo oxigênio nas águas costeiras.,
Acredita-se que o aumento das temperaturas piore o problema de desoxigenação em águas costeiras em todo o mundo. Temperaturas mais altas da água do mar também estão estendendo a duração da hipóxia sazonal em estuários e águas costeiras. É provável que haja variação geográfica nesses padrões e na precipitação, enfatizando a necessidade de incorporar as previsões climáticas locais nas projeções de desoxigenação. Algumas regiões sofrerão redução da precipitação em um mundo mais quente, o que pode reduzir o descarte de nutrientes nas águas costeiras. Mudanças nos padrões atuais também podem reduzir a temperatura da água em alguns locais.